# Citogenetska nomenklatura
Citogenetska nomenklatura je osnovna nomenklatura za kromosomsku strukturu čovjeka. Ona je na internacionalnoj razini utvrđena 1960. godine i od tada je u skladu s metodskim napretkom i ona dalje razvijana. Posljednje prilagođavanje izvršeno je 1995. godine i objavljeno je kao: "International System for Human Cytogenetic Nomenclature" (ISCN). Kao značajne karakteristike za utvrđivanje jednog kariotipa služe prije svega broj kromosoma i konstalacija kromosoma spola, kao i položaj kromosoma i centrosoma.